# Behm (Sängerin)

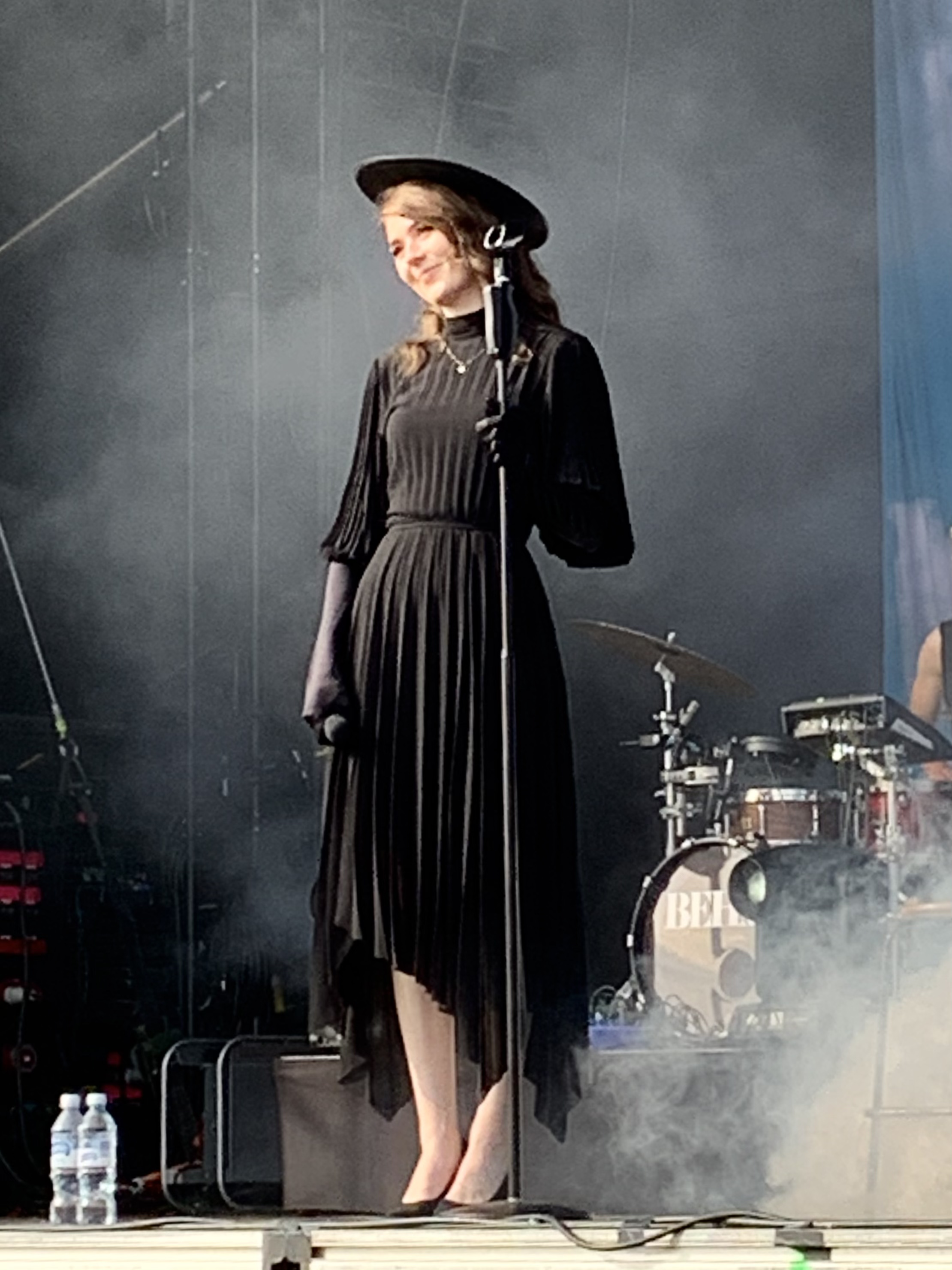
Behm, 2021

Behm (* 26. Oktober 1994, vollständiger Name: Rita Marketta Behm) ist eine finnische Sängerin und Songwriterin.
Bei der Emma-Verleihung 2021 gewann sie unter anderem in den Kategorien beste Künstlerin und bestes Album.

## Biografie
Rita Behm machte zum ersten Mal Ende 2016 auf sich aufmerksam, als sie als eine der neun Teilnehmer am Liedercamp der Band Apulanta ausgewählt wurde. Zusammen mit Ella-Noora Kouhia bildete sie danach das Duo Behm & Ellis. Anfang 2017 traten sie im Rahmenprogramm des Uuden Musiikin Kilpailu (nationaler ESC-Vorentscheid) mit dem Lied Hietalahden Hidalgo auf.
Das Duo hatte keinen Bestand, aber Behm bekam einen Plattenvertrag und nahm nicht einmal ein Jahr später mit dem Rapper Pikku G den Song Solmussa auf, den sie mitgeschrieben hatte. Das Lied war ein Nummer-eins-Hit und stand 4 Wochen an der Chartspitze in Finnland.
Danach folgten weitere Beiträge als Songwriterin und als Gastsängerin. Im Frühjahr 2019 kehrte sie wieder als Sängerin mit Keko Salata in die Charts zurück und hatte mit dem gemeinsam geschriebenen Song Vanha einen Top-10-Hit. Ein halbes Jahr später folgte dann ihre erste eigene Single Hei rakas. Sie stieg auf Platz 8 ein und erreichte 3 Wochen später Platz 1.

## Diskografie

### Alben
| Jahr | Titel                   | Höchstplatzierung, Gesamtwochen, AuszeichnungChartsChartplatzierungen (Jahr, Titel, Platzierungen, Wochen, Auszeichnungen, Anmerkungen) | Anmerkungen                              |
| Jahr | Titel                   | FI | Anmerkungen                              |
| ---- | ----------------------- | --- | ---------------------------------------- |
| 2020 | Draaman kaari viehättää | FI1 (… Wo.)FI | Erstveröffentlichung: 18. September 2020 |
| 2023 | Merkittävät erot        | FI1 (… Wo.)FI | Erstveröffentlichung: 22. September 2023 |

### Singles
| Jahr | Titel Album                                      | Höchstplatzierung, Gesamtwochen, AuszeichnungChartsChartplatzierungen (Jahr, Titel, Album, Platzierungen, Wochen, Auszeichnungen, Anmerkungen) | Anmerkungen                                            |
| Jahr | Titel Album                                      | FI | Anmerkungen                                            |
| --- | ------------------------------------------------ | --- | ------------------------------------------------------ |
| 2019 | Hei rakas Draaman kaari viehättää                | FI1 (57 Wo.)FI | Erstveröffentlichung: 20. September 2019               |
| 2020 | Tivolit Draaman kaari viehättää                  | FI2 (21 Wo.)FI | Erstveröffentlichung: 13. März 2020                    |
| 2020 | Frida Draaman kaari viehättää                    | FI1 (45 Wo.)FI | Erstveröffentlichung: 10. Juli 2020                    |
| 2021 | Life (Sun Luo) –                                 | FI2 (15 Wo.)FI | Erstveröffentlichung: 12. März 2021 mit Cledos         |
| 2022 | Ethän tarkoittanut sitä Merkittävät erot         | FI2 (10 Wo.)FI | Erstveröffentlichung: 11. Februar 2022                 |
| 2023 | Sata vuotta Merkittävät erot                     | FI1 (19 Wo.)FI | Erstveröffentlichung: 13. Januar 2023                  |
| 2023 | Viimeinen tanssi Merkittävät erot                | FI2 (56 Wo.)FI | Erstveröffentlichung: 26. Mai 2023 mit Olavi Uusivirta |
| 2024 | Tunnista tuntiin –                               | FI1 (52 Wo.)FI | Erstveröffentlichung: 1. Februar 2024 mit Ege Zulu     |
| 2025 | Kaiken arvoinen –                                | FI7 (… Wo.)FI | Erstveröffentlichung: 11. April 2025                   |
| Folgende Lieder erschienen nicht als Single, wurden aber durch das Album zum Download und Streaming bereitgestellt und konnten somit eine Platzierung erlangen: |                                                  | |                                                        |
| |                                                  | |                                                        |
| 2020 | Lupaan Draaman kaari viehättää                   | FI2 (12 Wo.)FI |                                                        |
| 2020 | Päästä varpaisiin Draaman kaari viehättää        | FI4 (8 Wo.)FI |                                                        |
| 2020 | Minä vai maailma Draaman kaari viehättää         | FI5 (4 Wo.)FI | feat. Keko Salata                                      |
| 2020 | Yhtä vaille kaksi Draaman kaari viehättää        | FI7 (3 Wo.)FI |                                                        |
| 2020 | Unia Draaman kaari viehättää                     | FI11 (2 Wo.)FI |                                                        |
| 2020 | Apokalyptinen häpeä Draaman kaari viehättää      | FI12 (3 Wo.)FI |                                                        |
| 2020 | Riipun Draaman kaari viehättää                   | FI15 (2 Wo.)FI |                                                        |
| 2023 | Syntymäpäivä! (Vielä Krran jee) Merkittävät erot | FI4 (25 Wo.)FI |                                                        |
| 2023 | Sinä lähdet, minä jään Merkittävät erot          | FI9 (3 Wo.)FI |                                                        |
| 2023 | Tylsät ihmiset Merkittävät erot                  | FI13 (3 Wo.)FI | feat. Keko Salata                                      |
| 2023 | Polvet edellä puimuriin Merkittävät erot         | FI19 (2 Wo.)FI |                                                        |
| 2023 | Egokatastrofi Merkittävät erot                   | FI20 (1 Wo.)FI |                                                        |
| 2023 | Auringon suutelema Merkittävät erot              | FI22 (1 Wo.)FI |                                                        |
| 2023 | Punaisia neilikoita Merkittävät erot             | FI29 (1 Wo.)FI |                                                        |

### Gastbeiträge
| Jahr | Titel Album                  | Höchstplatzierung, Gesamtwochen, AuszeichnungChartsChartplatzierungen (Jahr, Titel, Album, Platzierungen, Wochen, Auszeichnungen, Anmerkungen) | Anmerkungen                                                 |
| Jahr | Titel Album                  | FI | Anmerkungen                                                 |
| ---- | ---------------------------- | --- | ----------------------------------------------------------- |
| 2017 | Solmussa Kilometrit          | FI1 (20 Wo.)FI | Erstveröffentlichung: 1. Dezember 2017 Pikku G feat. Behm   |
| 2019 | Vanha Laulajan näköinen mies | FI10 (6 Wo.)FI | Erstveröffentlichung: 26. April 2019 Keko Salata feat. Behm |

Weitere Gastbeiträge
- 2017: Halogeenit (Ideaali & Jay Who? feat. Behm)
- 2018: Valot (Ollie feat. Behm)
- 2018: Pahoja tapoja (Edi feat. Behm)